# Diocèse de Nashville

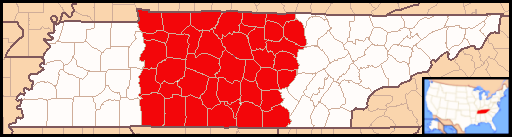
Localisation.

Le diocèse de Nashville (Dioecesis Nashvillensis) est un siège de l'Église catholique aux États-Unis dans le Tennessee, suffragant de l'archidiocèse de Louisville. En 2016, il comptait 79.521 baptisés pour 2.563.058 habitants. Il est tenu par Mark Spalding.

## Territoire
Le diocèse s'étend dans la partie centrale du Tennessee et comprend les comtés suivants : Bedford, Cannon, Cheatham, Clay, Coffee, Davidson, DeKalb,
Dickson, Franklin, Giles, Grundy, Hickman, Houston, Humphreys, Jackson, Lawrence, Lewis, Lincoln, Loudon, Macon, Marion, Marshall, Maury, McMinn, Monroe, Montgomery, Moore, Morgan, Overton, Perry, Polk, Putnam, Rhea, Roane, Robertson, Rutherford, Scott, Sequatchie, Sevier, Smith, Stewart, Sullivan,  Sumner, Trousdale, Van Buren, Warren, Washington, Wayne, White, Williamson et Wilson.
Le,siège épiscopal est à Nashville, où se trouve la cathédrale de l'Incarnation (Cathedral of the Incarnation).
Le territoire s'étend sur 42.222 km² et est subdivisé en 52 paroisses, regroupées en 5 doyennés.

## Histoire

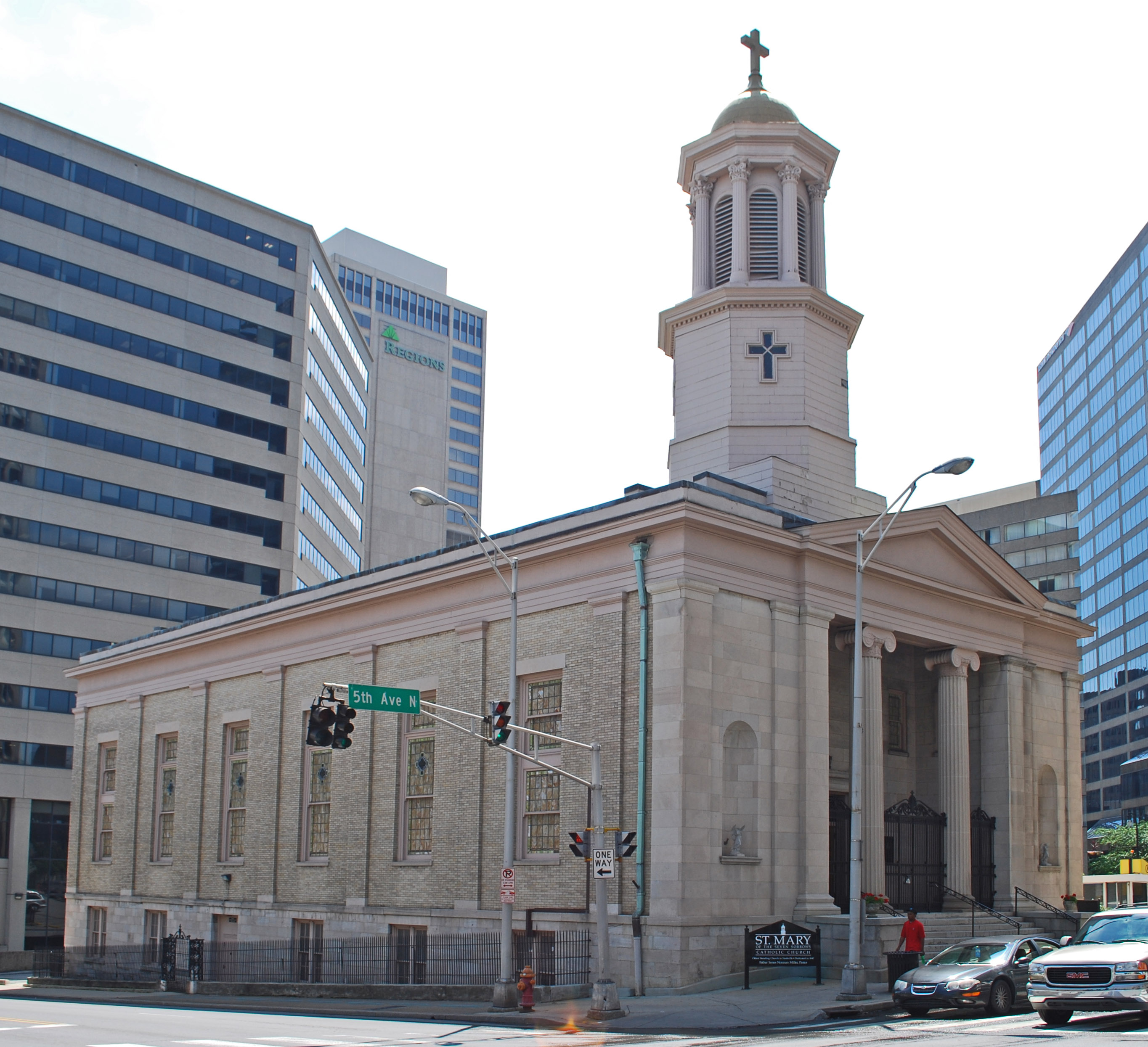
Église Sainte-Marie-des-Sept-Douleurs, ancienne cathédrale.

Le diocèse est érigé le 28 juillet 1837 par le bref apostolique Universi Dominici Gregis du pape Grégoire XVI, recevant son territoire du diocèse de Bardstown (en) (aujourd'hui archidiocèse de Louisville).
À l'origine suffragant de l'archidiocèse de Baltimore, il fait partie à partir du 19 juillet  1850 de la province ecclésiastique de l'archidiocèse de Cincinnati, et le 10 décembre 1937 de celle de l'archidiocèse de Louisville.
Le diocèse comprenait tout l'État du Tennessee, jusqu'à ce qu'il cède des portions de territoire  pour le nouveau diocèse de Memphis le 20 juin 1970 et pour le diocèse de Knoxville (en) le 27 mars 1988.
La première cathédrale du diocèse, la cathédrale du Saint-Rosaire, fut détruite et à sa place fut construit le Capitole de Nashville. La deuxième cathédrale diocésaine fut Sainte-Marie-des-Sept-Douleurs, jusqu'en 1914, quand fut inaugurée la cathédrale actuelle.

## Statistiques
- En 1950, le diocèse comptait 37.501 baptisés pour 3.250.000 habitants (1,2%), 119 prêtres (89 diocésains et 30 réguliers), 68 religieux et 455 religieuses dans 55 paroisses
- En 1966, le diocèse comptait 85.710 baptisés pour 3.883.000 habitants (2,2%), 160 prêtres (124?diocésains et 36 réguliers), 98 religieux et 494 religieuses dans 75 paroisses
- En 1976, le diocèse comptait 57.609 baptisés pour 2.840.000 habitants (2%), 102 prêtres (79 diocésains et 23 réguliers), 25 diacres permanents, 44 religieux et 248 religieuses dans 56 paroisses
- En 1999, le diocèse comptait 63.363 baptisés pour 1.824.375 habitants (3,5%), 74 prêtres (53 diocésains et 21 réguliers), 27 diacres permanents, 4 religieux et 153 religieuses dans 50 paroisses
- En 2004, le diocèse comptait 71.188 baptisés pour 2.105.161 habitants (3,4%), 75 prêtres (47 diocésains et 28 réguliers), 52 diacres permanents, 29 religieux et 183 religieuses dans 51 paroisses
- En 2016, le diocèse comptait 79.521 baptisés pour 2.563.058 habitants (3,1%), 86 prêtres (64 diocésains et 22 réguliers), 97 diacres permanents, 24 religieux et 250 religieuses dans 52 paroisses[1].